# Édition Albatros
Pour les articles homonymes, voir Albatros.
Les éditions Albatros (en tchèque Nakladatelství Albatros), sont une maison d'édition tchèque spécialisée dans la publication de livres pour enfants et adolescents. 
Fondée en 1949, elle a fonctionné jusqu'en 1969 sous le nom original de Státní nakladatelství dětské knihy (SNDK). Elle fait partie du groupe de médias Albatros Media (cs) depuis 2009. 

## Histoire
Sous le nom de SNDK, elle est fondée le 15 avril 1949 dans le cadre de la vague de nationalisation et de fusion d'entreprises privées après le Coup de Prague (février 1948),. Elle commence sa production selon les modèles soviétiques. Son premier directeur est Václav Netušil (cs). En 1952, un nouveau rédacteur en chef, Karel Nový (cs), prend ses fonctions, ce qui initie un changement dans les plans éditoriaux. En 1956, Bohumil Říha devient directeur et Václav Stejskal (cs) rédacteur en chef et la maison d'édition incorpore de nombreux auteurs et traducteurs de haut niveau pour ses activités.
En 1964, elle est l'une des sept cofondatrices de la Foire du livre jeunesse de Bologne et fonde la même année le Club des jeunes lecteurs de Tchécoslovaquie. Elle adopte le nom d'Albatros en 1969, lorsqu'elle déménage dans un nouveau bâtiment à l'angle des rues Národní třída et Na Perštýně, qu'elle doit ensuite quitter après près de trente ans.
Figurant parmi les rares grandes maisons d'édition publiques d'avant novembre, elle survit à la privatisation et aux transformations du marché après 1989. En 1998, elle devient une filiale du holding Bonton (cs). Dix ans plus tard, Bonton la revend. En 2008, la société Narcia Consulting en devient propriétaire, et un an plus tard, la société Albatros Media est créée. Le siège social d'Albatros est situé à Prague-Nusle. 